# Pedro Casella
Pedro Casella (ur. 31 października 1898 w Montevideo, zm. 18 czerwca 1971) – piłkarz urugwajski, bramkarz.
Jako piłkarz klubu Belgrano Montevideo wziął udział w turnieju Copa América 1921, gdzie Urugwaj zajął trzecie miejsce. Casella bronił tylko w meczu z Paragwajem, w którym stracił 2 bramki. W pozostałych spotkaniach w urugwajskiej bramce stał Manuel Beloutas.
Wciąż jako gracz klubu Belgrano wziął udział w turnieju Copa América 1923, gdzie Urugwaj został mistrzem Ameryki Południowej. Casella wystąpił we wszystkich trzech meczach – z Paragwajem, Brazylią (stracił bramkę) i Argentyną.
Był w kadrze reprezentacji na Igrzyska Olimpijskie w 1924 roku, gdzie Urugwaj zdobył złoty medal. Casella przez cały turniej był jedynie bramkarzem rezerwowym, gdyż podstawowym bramkarzem reprezentacji był Andrés Mazali z klubu Club Nacional de Football.
Jako piłkarz klubu Rampla Juniors był w kadrze reprezentacyjnej podczas turnieju Copa América 1924, gdzie Urugwaj ponownie zdobył mistrzostwo Ameryki Południowej. Casella nie zagrał w żadnym meczu, gdyż tak jak na Olimpiadzie urugwajskiej bramki bronił Andrés Mazali.
Od 9 października 1921 roku do 2 grudnia 1923 roku Casella rozegrał w reprezentacji Urugwaju 7 meczów, w których stracił 9 bramek.